# Mesothea
Mesothea là một chi bướm đêm thuộc họ Geometridae.